# Astianena
Astianena (em latim: Asthianene; em grego: Ασθιανηνή; romaniz.: Asthianēnḗ; em armênio: Հաշտեանք; romaniz.: Hašteank) ou Astaunitis (em latim: Astaunitis), segundo a Geografia de Ananias de Siracena (século VII), foi um cantão da província de Sofena, na Armênia, e estava situada no que é hoje a região da Anatólia Oriental da Turquia.

## História

Fronteira romano-persa na Antiguidade. Astianena está próximo a fronteira de 387

Astianena possuía dois mil quilômetros quadrados (3 750 segundo Suren Eremyan) e avizinhava Balabitena, situada no vale do Arsânias. Era apanágio dos cadetes da dinastia arsácida da Armênia que portavam o nome de Caminacano. Foi tomada pelo Império Romano no século IV (entre 371 e 387) e, como outras regiões da Grande Armênia, foi governada por uma família principesca que reconhecia a suserania imperial. Sua principal cidade era Citarizo.
Com a conquista bizantina de Taraunitis, os Mamicônios retornam para Taraunitis, seu antigo domínio, ao menos no sul. Em 1058, Tornício Mamicônio repeliu os invasores turcos de Taraunitis e após a derrota bizantina na Batalha de Manzicerta em 1071, fundou a linha dos torníquidas de Muxe, que retém Taraunitis Maior com Arsamósata, Astianena e Sassúnia até serem expulsos pelos xás da Armênia em 1189/1190.